# Liste von Geschichtswerkstätten in Hamburg
Die Liste von Geschichtswerkstätten in Hamburg umfasst im 21. Jahrhundert in Hamburg tätige Geschichtswerkstätten. Seit den 1980er Jahren erforschen und vermitteln Geschichtswerkstätten weitgehend ehrenamtlich hamburgische Geschichte von unten.

## Organisation
Die Geschichtswerkstätten sind eingetragene gemeinnützige Vereine beziehungsweise Initiativen, in denen sich historisch Interessierte engagieren.
Dachverband der Hamburger Geschichtswerkstätten ist seit dem Jahr 2009 Geschichtswerkstätten Hamburg e. V.

## Angebot
Angeboten werden von den Geschichtswerkstätten Stadtteilrundgänge, die sich mit unterschiedlichen regionalgeschichtlichen Themen befassen. Das Angebot der Geschichtswerkstätten bezogen auf die Stadtteilrundgänge in Hamburg ist nachzulesen in der Veröffentlichung Kiek mol, die erstmals 1989 erschien.
Auch geben die Geschichtswerkstätten in Hamburg Publikationen zu gesonderten Aspekten einzelner Zeiträume, beispielsweise der Nachkriegszeit, heraus. Zudem verwalten sie insbesondere aus Privatbesitz stammende Fotos und Dokumente.
Ein weiterer Aspekt ihrer Tätigkeit ist die Denkmalpflege.
Die Geschichtswerkstätten erarbeiten Ausstellungen und führen  Veranstaltungen durch. Seit 2014 veranstalten die Geschichtswerkstätten den Tag der Geschichtswerkstätten Hamburg.
Darüber hinaus beraten die Geschichtswerkstätten historisch Interessierte in Einzelfragen.

## Hamburger Geschichtswerkstätten (Stand: 2020)
Mehr als zwanzig Geschichtswerkstätten mit unterschiedlichen regionalen Bezügen arbeiten im Jahr 2020 in Hamburg:

### Geschichtswerkstatt Barmbek
- regionaler Bezug: Hamburg-Barmbek-Nord, Hamburg-Barmbek-Süd.[4]

### Kultur und Geschichts-Kontor Bergedorf
- regionaler Bezug: Hamburg-Bergedorf, Lohbrügge, Vier- und Marschlande.[5]

### Geschichtswerkstatt Billstedt
- regionaler Bezug: Hamburg-Billstedt, Billbrook.[6]

### Stadtteilarchiv Bramfeld
- regionaler Bezug: Hamburg-Bramfeld.[7]

### Geschichtsgruppe Dulsberg
- regionaler Bezug: Hamburg-Dulsberg.[8]

### Geschichtswerkstatt Eimsbüttel
- regionaler Bezug: Hamburg-Eimsbüttel, Lokstedt, Stellingen, Hoheluft-West, Rotherbaum, Harvestehude[9]

### Geschichtswerkstatt Eppendorf
- regionaler Bezug: Hamburg-Eppendorf.[10]

### Finkenwerder Geschichtswerkstatt
- regionaler Bezug: Hamburg-Finkenwerder.[11]

### Willi-Bredel-GesellschaftGeschichtswerkstatt e. V.
- regionaler Bezug: Hamburg-Fuhlsbüttel, Alsterdorf, Ohlsdorf, Langenhorn.[12]

### Gängeviertel e. V.
- regionaler Bezug: Hamburg-Neustadt.[13]

### Stadtteilarchiv Hamm
- regionaler Bezug: Hamburg-Hamm, Borgfelde, Hammerbrook, Rothenburgsort.[14]

### Geschichtswerkstatt Harburg
- regionaler Bezug: Hamburg-Harburg.[15]

### Geschichtswerkstatt Horn
- regionaler Bezug: Hamburg-Horn.[16]

### Forum Kollau
- regionaler Bezug: Kollau (Tarpenbek), Hamburg-Lokstedt, Hamburg-Niendorf, Hamburg-Schnelsen.[17]

### Jarrestadt-Archiv
- regionaler Bezug: Jarrestadt, Hamburg-Winterhude.[18]

### Geschichts- und Zukunftswerkstatt Langenhorn e. V.
- regionaler Bezug: Hamburg-Langenhorn.[19]

### Geschichtswerkstatt Lurup
- regionaler Bezug: Hamburg-Eidelstedt, Hamburg-Lurup, Hamburg-Stellingen.[20]

### Stadtteilarchiv Ottensen
- regionaler Bezug: Hamburg-Ottensen, Bezirk Altona.[21]

### Süderelbe-Archiv
- regionaler Bezug: Süderelbe, Hamburg-Altenwerder, Hamburg-Moorburg, Hamburg-Hausbruch, Hamburg-Neugraben-Fischbek, Hamburg-Francop, Hamburg-Neuenfelde, Hamburg-Cranz.[22]

### Geschichtswerkstatt St. Georg
- regionaler Bezug: Hamburg-St. Georg.[23]

### St. Pauli-Archiv e. V.
- regionaler Bezug: Hamburg-St. Pauli.[24]

### Geschichtswerkstatt Wandsbek
- regionaler Bezug: Hamburg-Wandsbek, Marienthal, Eilbek, Jenfeld.[25]

### Geschichtswerkstatt Wilhelmsburg & Hafen
- regionaler Bezug: Hamburg-Wilhelmsburg, Veddel, Hamburger Hafen.[26]